# チット・プーミサック

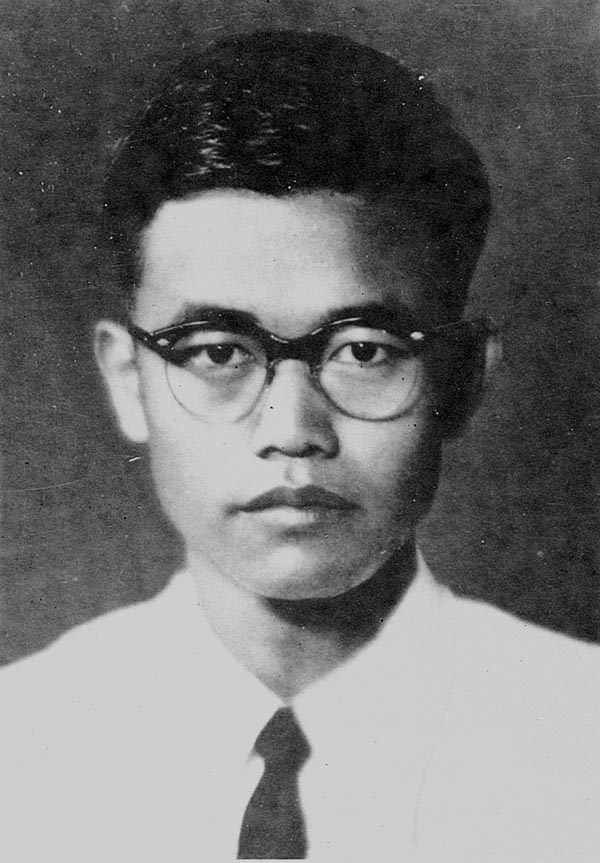
チット・プーミサック

チット・プーミサック (จิตร ภูมิศักดิ์, 1930年9月25日 - 1966年5月5日) はタイの文学作家、歴史学者、考古学者、言語学者、思想家。プラーチーンブリー県、プラチャンタカーム郡出身。

## 生涯
1936年、税務官であった父のシリ・プーミサックの転勤にともないカーンチャナブリー県に引っ越し、初等教育を受け始める。1940年には父が転勤したことにより今度はサムットプラーカーン県に引っ越し、7ヶ月後に父が再度転勤し当時のカンボジアに移転した。この後、チットはマッタヨム（中等教育）をカンボジアの学校で始めるがこの時、タイの歴史学の研究に不可欠な古典クメール語を身につけた。
1947年にはカンボジアを仏領インドシナに返還することになったためチットは母のセーングン、姉と共に他の離婚した父を残して引っ越しした。のちにセーングンは暮らしを支えるためロッブリー県に働きに出るが、チットと姉は勉強するためにバンコクへ上京した。チットはバンコクではまずベンジャマボーピット学校へ入学。その後トリアムウドムスックサー学校（当時の大学予科）へ入学し、後にチュラーロンコーン大学に学び文字学を専攻した。
チットの思想は大学時代から頻繁に発表されており、その思想は特に王政や圧政的政府を批判するものであった。この思想は、特に大学や政府を刺激し、チットは何度も停学処分に遭っている。卒業時には卒業証書を国王から渡されることを拒否。これはタイ人で初めての国王による卒業証書授与の拒否であると言われている。
卒業後は政府から共産主義者のレッテルを貼られ何度も投獄された。1966年にはイーサーンの国境地帯へ入りタイ国共産党へ入党し密林へ潜伏するが、政府軍との衝突で命を失った。チットは唯物史観に基づく数々の著作を残したが、共産主義者であったという証拠は見つかっていない。

## 業績
言語学、歴史学では大タイ主義や政府の見解とは異なる独自の史観に基づく数多くの著作を多数残した。一方で文人としても「本来のタイの姿」を描くべく詩を残した。これは後の世代の作家などに大きな影響を与え、『チット・プーミサック賛歌』と呼ばれる曲に代表されるようにプアチウィット（音楽のジャンル）にまでにも影響を与えた。

## 作品
評論
- 『タイ伝統社会の素顔（タイ・サクディナーの素顔）』1957年（โฉมหน้าศักดินาไทย）
- 『人生のための、民衆のための芸術』 1957年
- 『タイ女性の過去、現在、未来』 1957年
- 『文学評論』 1974年
- 『ニラート・ノンカーイ』 1975年
- 『タイ族の歴史-民族名の起源から』1976年（ความเป็นมาของคำสยาม ไทย, ลาว และขอม และลักษณะทางสังคมของชื่อชนชาติ）
- 『アンコール・ワット物語』

詩集
- 『政治詩集』1974年
- 『民衆のうた』
- 『希望の星光』
- 『タイ人民解放軍軍歌』
- 『人生海』
- 『ラーンポーからプーパーンまで』
- 『プーパーン革命』

### 日本語訳
チットの作品は一部日本語に訳されているがそれらを読むことの出来る文献を以下で挙げる。
文学
- 『ジット・プミサク ――戦闘的タイ詩人の肖像』荘司和子編訳、鹿砦社、1980年
- 『現代タイ名詩選』岩城雄次郎訳、大学書院、1997年（「雨を待つ稲」「飯を食うとき」「このきてれつな『おのれのための』功徳積み」「牛鈴に弾む恋」「なぜ恐れる？」収録）
- 『タイのこころ』田中忠治訳、めこん、1970年（「米の詩」収録）

論文
- 『タイのこころ』田中忠治訳、めこん、1970年（「拝啓、封建貴族の皆様」、「タイ・サクディ・ナーの素顔」収録）
- 『タイ族の歴史-民族名の起源から』坂本比奈子訳、井村文化事業社、1992年